# Sandleni
Sandleni ist ein Inkhundla (Verwaltungseinheit) im Zentrum der Region Shiselweni in Eswatini. Es ist 180 km² groß und hatte 2007 gemäß Volkszählung 13.210 Einwohner.

## Geographie
Das Inkhundla liegt im Zentrum der Region Shiselweni im Quellgebiet des Flusses Ngwavuma. Es wird intensive Landwirtschaft betrieben.
Hauptverkehrsader ist die MR 10, die durch das Inkhundla verläuft.
Im Westen erhebt sich der Mbabala Kop auf 1075 m Höhe (⊙).

## Gliederung
Das Inkhundla gliedert sich in die Imiphakatsi (Häuptlingsbezirke) KaShiba/Tibondzeni, Ngololweni, Nhletjeni, Nkhungwini und Gwegwe/Kontshingila.